# Mycalesis phinonides
Mycalesis phinonides är en fjärilsart som beskrevs av Hans Fruhstorfer 1908. Mycalesis phinonides ingår i släktet Mycalesis och familjen praktfjärilar. Inga underarter finns listade i Catalogue of Life.